# نادر البزری

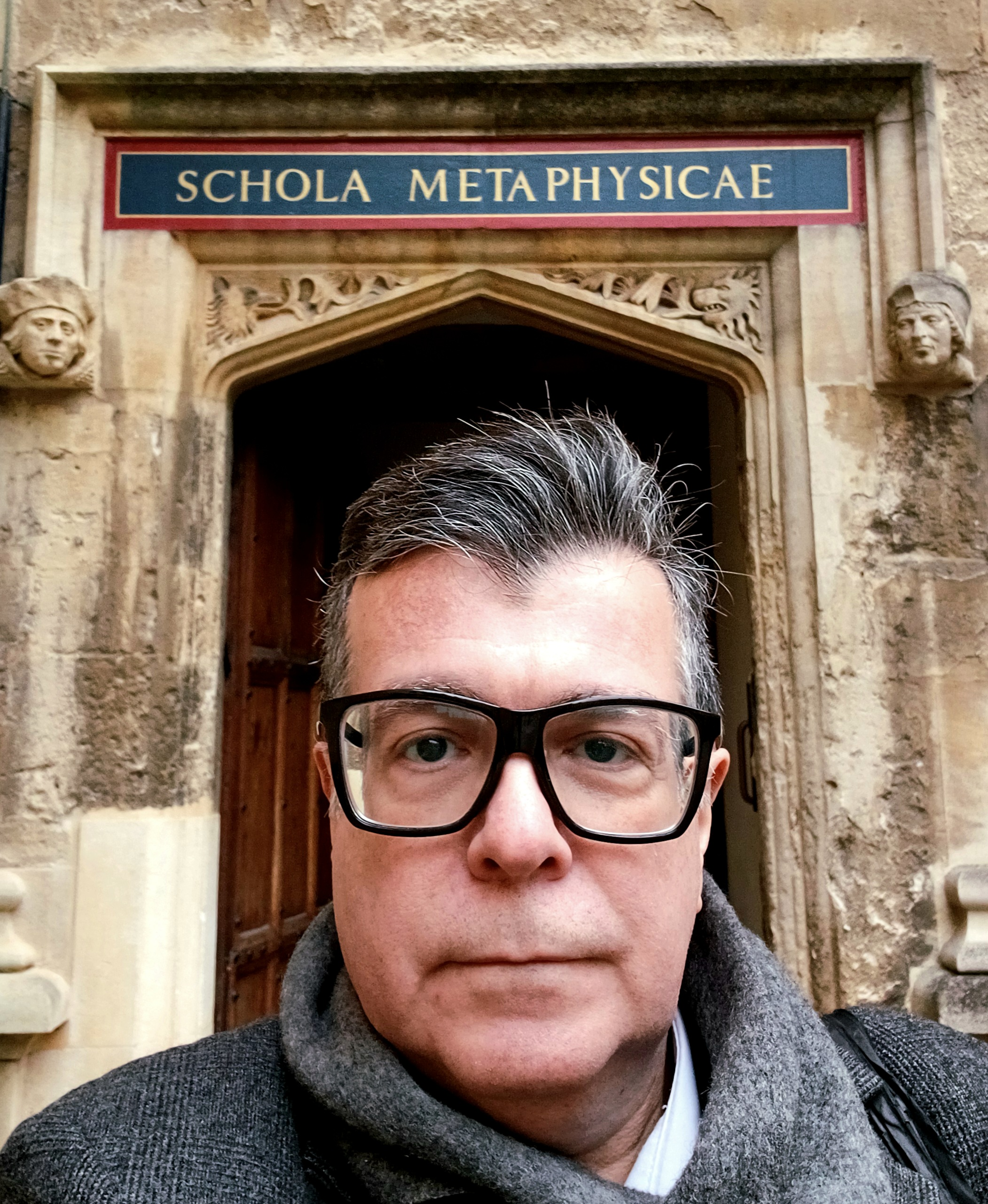
نادر البزری

نادر البزری، (به عربی: نادر البزري)، (۱۹۶۶ در صیدون - ) فیلسوف، تاریخنگار علم و معمار ساکن بریتانیا است.

## زندگی
نام اصلی وی، نادر م. مهیب البزری است. البزری در سال ۱۹۶۶ در شهر صیدون (صیدا) در جنوب لبنان به دنیا آمد. وی تحصیلات مدرسه خود را در کالج یسوعی-ماریستی براداران ماریست بانوی ما فاطمه، در صیدا انجام داد. وی از دانشکده مهندسی و معماری دانشگاه آمریکایی بیروت در سال ۱۹۸۹ فارغ‌التحصیل شد، و تحصیلات تکمیلی خود را در مدرسه طراحی دانشگاه هاروارد در سال ۱۹۹۴ به پایان برد. وی پس از آن در مدرسه هنرها و علوم دانشگاه هاروارد به تحصیل فلسفه پرداخت(۱۹۹۵) و سپس در سال ۱۹۹۹ از دانشکده مدرسه نوی پژوهش‌های اجتماعی در نیویورک دکترای فلسفه دریافت کرد.  